# مايك سوتون
مايك سوتون (بالإنجليزية: Mike Sutton)‏ (5 أكتوبر 1944 بنورتش في المملكة المتحدة - 26 ديسمبر 2020) هو لاعب كرة قدم بريطاني في مركز الوسط. لعب مع نادي كارلايل يونايتد ونورويتش سيتي ونادي تشستر سيتي وغريت يارموث تاون ‏.

## وصلات خارجية
- مايك سوتون على موقع قاعدة بيانات كرة القدم.إي يو (الإنجليزية)